# Omar Alba
Omar Enrique Alba Burrowes (Ciudad de Panamá, Panamá, 26 de marzo de 2004) es un futbolista panameño que juega como defensa.

## Trayectoria

### CD Plaza Amador
Se formó en las categorías inferiores del CD Plaza Amador e hizo su debut profesional en el CD Plaza Amador el 26 de noviembre de 2020 en el empate 0 a 0 contra el CA Independiente en el Estadio Agustín Muquita Sánchez siendo titular saliendo al minuto 46. En el Torneo Clausura 2020 jugó 1 partido llegando hasta playoff. Salió campeón con el CD Plaza Amador del Torneo Apertura 2021 en donde fue suplente. Fue suplente en el Torneo Apertura 2022, con el segundo equipo disputó el Torneo Apertura 2021 Liga Prom siendo subcampeón de la conferencia este, quedó subcampeón del Torneo Clausura 2021 Liga Prom, disputó el Torneo Apertura 2022 Liga Prom y el Torneo Clausura 2022 Liga Prom.

### Real Monarchs
Fichó por el Real Monarchs el 6 de agosto del 2022. Debutó con el real Monarchs el 24 de marzo de 2023 en la derrota 0 a 3 contra el Minnesota United FC 2 en el Zions Bank Stadium saliendo de titular jugando todo el partido. En la MLS Next Pro 2023 jugó 21 partidos. En la MLS Next Pro 2024 jugó 19 partidos.

## Selección nacional

### Categorías inferiores
Salió campeón del Dallas Cup. Fue llamado a la selección Sub-20 de Panamá para disputar el Campeonato Sub-20 de la Concacaf de 2022 celebrado en Honduras en donde jugó 5 partidos y llegó hasta los cuartos de final.

### Selección absoluta
Ha sido convocado para amistoso pero no ha debutado.

### Participaciones en selección nacional
| Copa                      | Categoría | Sede     | Resultado        | Partidos | Goles |
| ------------------------- | --------- | -------- | ---------------- | -------- | ----- |
| Campeonato Sub-20 de 2022 | Sub-20    | Honduras | Cuartos de final | 5        | 0     |

## Clubes
| Club            | País           | Año       |
| --------------- | -------------- | --------- |
| CD Plaza Amador | Panamá         | 2020-2022 |
| Real Monarchs   | Estados Unidos | 2022-2024 |

## Palmarés

### Títulos nacionales
| Título           | Club            | País   | Año    |
| ---------------- | --------------- | ------ | ------ |
| Primera División | CD Plaza Amador | Panamá | 2021-A |